# Nos âmes d'enfants
Pour plus de détails, voir Fiche technique et Distribution.
Nos âmes d'enfants ou L'Instant même au Québec (C'mon C'mon) est un film dramatique américain écrit et réalisé par Mike Mills, sorti en 2021.

## Synopsis
Johnny, un journaliste engagé dans une collecte d'interview centrés sur les états d'âme des enfants et adolescents, entreprend un voyage à travers le pays avec son jeune neveu, Jesse, âgé de 9 ans que lui a confié sa sœur. Cette dernière doit faire face aux problèmes posés par le père de l'enfant qui présente des désordres psychiatriques. Jesse et Johnny se connaissent peu, et le jeune garçon a une personnalité complexe qu'il faut apprendre à gérer. Peu à peu, le courant va passer entre eux.

## Fiche technique
Sauf indication contraire, les informations mentionnées dans cette section peuvent être confirmées par la base de données cinématographiques IMDb,  présente dans la section « Liens externes ».
- Titre original : C'mon C'mon (litt. « Allons-y, allons-y »)
- Titre français : Nos âmes d'enfants
- Titre québécois : L'instant même
- Réalisation et scénario : Mike Mills
- Musique : Aaron Dessner et Bryce Dessner
- Décors : Katie Byron
- Costumes : Katina Danabassis
- Photographie : Robbie Ryan
- Montage : Jennifer Vecchiarello
- Son : Phillip Blaidh
- Production : Chelsea Barnard, Andrea Longacre-White et Lila Yacoub
- Coproduction : Rachel Jensen et Geoff Linville
- Société de production : Be Funny When You Can
- Sociétés de distribution : A24 Films (États-Unis), Metropolitan Filmexport (France)
- Pays de production :  États-Unis
- Langue originale : anglais
- Format : noir et blanc
- Genre : drame
- Durée : 108 minutes
- Dates de sortie : 
  - États-Unis : 2 septembre 2021 (festival du film de Telluride) ; 19 novembre 2021 (sortie nationale)
  - France : 26 janvier 2022

## Distribution
- Joaquin Phoenix (VF : Boris Rehlinger) : Johnny
- Gaby Hoffmann : Viv
- Woody Norman : Jesse
- Scoot McNairy : Paul
- Molly Webster : Roxanne
- Jaboukie Young-White : Fernando
- Brandon Rush : l'infirmier des urgences
- Khadija Emma Neumann : Khadija
- Mary Passeri : une infirmière
- Cooper Jack Rubin : un gamin de Détroit
- Deborah Strang : Carol

## Production

### Développement
En septembre 2019, on annonce que Joaquin Phoenix est engagé dans le film, avec Mike Mills en tant que scénariste et réalisateur, ainsi que la société de distribution A24 Films. En octobre, Gaby Hoffmann y est également embauché.
En février 2020, on annonce que Woody Norman participe au film.
Dans le film, le personnage de Joaquin Phoenix, Johnny, est journaliste de radio. Molly Webster, qui interprète Roxanne, est, dans la vie réelle, une ancienne journaliste de radio de Radiolab de WNYC (en).

### Tournage
Le tournage commence en novembre 2019 et s'achève en janvier 2020. Il a principalement lieu à La Nouvelle-Orléans, à New York, à Los Angeles et à Détroit,,,,. En décembre 2019, le photographe Robbie Ryan révèle qu'il a participé à la réalisation du film.

## Accueil

### Critique
En France, le site Allociné recense une moyenne des critiques presse de 3,4/5.